# Heinrich Wefelscheid
Heinrich Wefelscheid (* 16. April 1941 in Pernitz; † 18. April 2020) war ein deutscher Mathematiker.

## Leben
Heinrich Wefelscheid, Sohn des gleichnamigen promovierten Oberstudiendirektors, studierte ab dem Jahr 1960 Mathematik und Physik an den Universitäten Göttingen, Heidelberg und Hamburg und wurde im Jahr 1966 an der Universität Hamburg mit der Schrift Über die Vervollständigung topologisch-algebraischer Strukturen bei Helmut Karzel und Emanuel Sperner zum Dr. rer. nat. promoviert. In Göttingen wurde er Mitglied der Burschenschaft Brunsviga. Während eines Gastaufenthaltes an der Pennsylvania State University im Jahr 1968 kam er bei einer Vorlesung von Helmut Hasse mit der Klassenkörpertheorie in Kontakt. 1972 habilitierte er sich in Hamburg ebenfalls bei Sperner mit Untersuchungen über Fastkörper und Fastbereiche. Von 1972 bis 1976 war er Jahresverwalter (Vorsitzender) der Mathematischen Gesellschaft in Hamburg. 1975 wurde er als Professor für Mathematik an die damalige Gesamthochschule Duisburg berufen, die zwischenzeitlich in Gerhard-Mercator-Universität Duisburg umbenannt wurde und heute Teil der Universität Duisburg-Essen ist. Wefelscheid lebte in Essen.
Wefelscheid war Mitherausgeber der Mitteilungen der Mathematischen Gesellschaft in Hamburg und gehörte der Schriftleitung an. In dem von ihm mitgegründeten Thales-Verlag erschienen unter seiner Mitarbeit die Gesammelten Werke von Wilhelm Blaschke und Edmund Landau sowie die Monographie Theorie der Fastkörper von Heinz Wähling. Er war Mitherausgeber ausgewählter Werke des Ehepaares W.H. Young und G.C. Young. Wefelscheid gründete im Jahr 1977 zusammen mit Hans-Joachim Arnold die im Birkhäuser Verlag erscheinende Zeitschrift Resultate der Mathematik / Results in Mathematics.

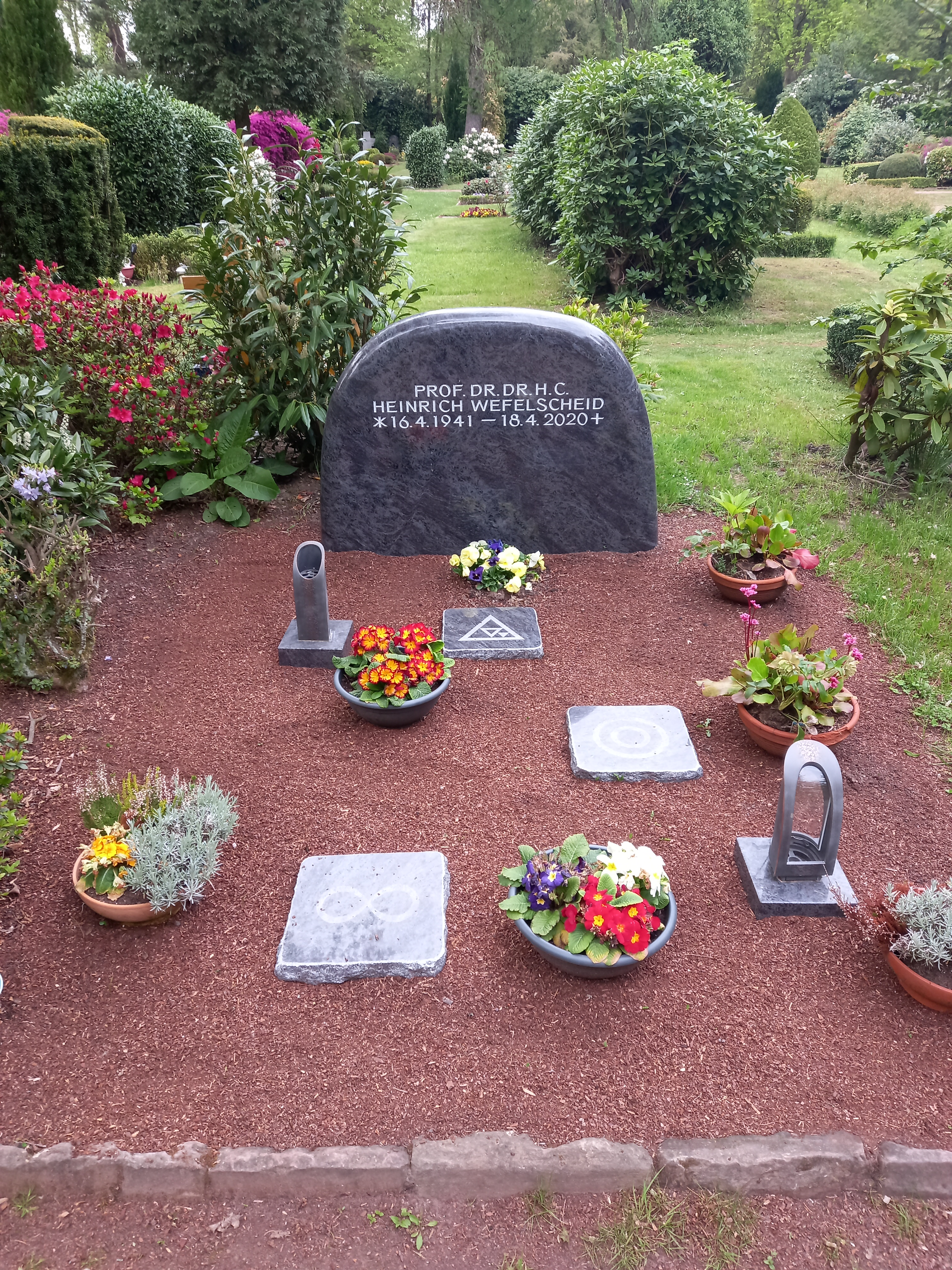
Das Grab von Heinrich Wefelscheid auf dem Friedhof Bredeney in Essen

Mit der von ihm gegründeten Dierks von Zweck-Stiftung konnten zahlreiche Tagungen finanziell unterstützt und Mathematikern aus Ost- und Südosteuropa sowie China wissenschaftliche Forschungsaufenthalte ermöglicht werden, wofür ihm im Jahr 2002 die Universität Sofia die Ehrendoktorwürde verlieh.

## Wirken
Der Schwerpunkt seiner Arbeit lag in der Verbindung von Algebra, Geometrie und Topologie. Wefelscheid beschäftigte sich mit topologisch-algebraischen Strukturen, hier insbesondere mit topologischen Fastkörpern und topologischen Dicksonschen Fastkörpern sowie topologischen Fastbereichen, zudem mit Permutationsgruppen und Minkowsi-Geometrien. Zusammen mit William Kerby, einem weiteren Schüler von Karzel, untersuchte er die Beziehungen zwischen scharf zweifach transitiven Gruppen und Fastbereichen sowie scharf dreifach transitiven Gruppen und KT-Feldern.
Ein spezielles Forschungsgebiet von Wefelscheid war die Theorie der Hyperbelstrukturen und die von ihm und Kerby eingeführten und zu Ehren ihres Lehrers Helmut Karzel benannten K-Loops. Wefelscheid bemerkte nach einer Lektüre des Physikers A. A. Unger, dass K-Loops zur Darstellung der Geschwindigkeitsaddition in der speziellen Relativitätstheorie eingesetzt werden können. Denn die als Thomas-Rotation zweier Beobachter zu einem weiteren Objekt bezeichnete Drehmatrix beschreibt einen Automorphismus des dreidimensionalen Raumes der physikalisch zulässigen Geschwindigkeiten mit der relativistischen Geschwindigkeitsaddition und bildet eine K-Loop. Mit dieser Entdeckung hat Wefelscheid den Anstoß zu weiteren Arbeiten auf diesem Feld gegeben.

## Schriften
- Vervollständigung topologischer Fastkörper. In: Mathematische Zeitschrift, 99 (1967), S. 279–298. doi:10.1007/BF01181727
- Untersuchungen über Fastkörper und Fastbereiche. Habilitationsschrift Universität Hamburg, 1972
- mit W. Kerby: Über eine scharf 3-fach transitiven Gruppen zugeordnete algebraische Struktur. In: Abhandlungen aus dem Mathematischen Seminar der Universität Hamburg, 37 (1972), Universität Berlin, Hamburg, S. 225–235. doi:10.1007/BF02999699
- mit W. Kerby: Conditions of finiteness on sharply 2-transitive groups. In: aequationes mathematicae, 8 (1972), S. 287–290. doi:10.1007/BF01844504
- mit W. Kerby: Bemerkungen über Fastbereiche und scharf zweifach transitive Gruppen. In: Abhandlungen aus dem Mathematischen Seminar der Universität Hamburg, 37 (1972), Universität Berlin, Hamburg, S. 20–29. doi:10.1007/BF02993896
- Zur Konstruktion bewerteter Fastkörper. In: Abhandlungen aus dem Mathematischen Seminar der Universität Hamburg, 38 (1972), Universität Berlin, Hamburg, S. 106–117. doi:10.1007/BF02996926
- Bewertung und Topologie in Fastkörpern. In: Abhandlungen aus dem Mathematischen Seminar der Universität Hamburg, 39 (1973), Universität Berlin, Hamburg, S. 130–146. doi:10.1007/BF02992826
- mit W. Kerby: The maximal sub near-field of a near-domain. In: Journal of Algebra, 28 (1974), S. 319–325. doi:10.1016/0021-8693(74)90043-X
- Über die Automorphismengruppen von Hyperbelstrukturen. In: Beiträge zur Geometrischen Algebra (1977), S. 337–343. doi:10.1007/978-3-0348-5573-0_46
- Zur Charakterisierung einer Klasse von Hyperbelstrukturen. In: Journal of Geometry, 9 (1997), S. 127–133. doi:10.1007/BF01918064
- Eine Orthogonalitätsbeziehung in Hyperbelstrukturen. In: Abhandlungen aus dem Mathematischen Seminar der Universität Hamburg, 48 (1979), Universität Berlin, Hamburg, S. 225–230. doi:10.1007/BF02941302
- Verallgemeinerte Minkowski-Geometrie. In: Contributions to Geometry (1979), S. 397–406. doi:10.1007/978-3-0348-5765-9_25
- Zur Planarität von KT-Fastkörpern. In: Archiv der Mathematik, 36 (1991), S. 302–304. doi:10.1007/BF01223705
- mit W. Wahl: Anordnung und Bewertung in Fastkörpern. In: Abhandlungen aus dem Mathematischen Seminar der Universität Hamburg, 19 (1991), Universität Berlin, Hamburg, S. 368–374. doi:10.1007/BF03323294
- mit H. Karzel: Groups With An Involutory Antiautomorphism And K-Loops; Application To Space-Time-World And Hyperbolic Geometry I. In: Results in Mathematics, 23 (1993), S. 338–354. doi:10.1007/BF03322306
- mit A. Kreuzer: On K-Loops Of Finite Order. In: Results in Mathematics, 25 (1994), S. 79–102, doi:10.1007/BF03323144
- mit H. Karzel: A geometric construction of the K-loop of a hyperbolic space. In: Geometriae Dedicata, 58 (1995), S. 227–236. doi:10.1007/BF01263454
- mit H. Wähling: Die Gruppe der speziellen gebrochen-affinen Transformationen eines KT-Fastkörpers. In: Archiv der Mathematik, 55 (1999), S. 181–186. doi:10.1007/BF01189140
- H.-J. Arnold, W. Benz, H. Wefelscheid (Hrsg.): Beiträge zur Geometrischen Algebra. Birkhäuser, Basel 1977, ISBN 978-3-0348-5573-0.